# Zieloni – Zielona Alternatywa
Zieloni – Zielona Alternatywa (niem. Die Grünen – Die Grüne Alternative, GRÜNE) – austriacka partia polityczna o charakterze centrolewicowym należąca do Europejskiej Partii Zielonych powołanej w lutym 2004 w Rzymie.
W wyborach do Parlamentu Europejskiego w 2004 wprowadziła swoich przedstawicieli do Parlamentu Europejskiego, którzy należą do Grupy Zielonych – Wolny Sojusz Europejski – czwartej największej grupie politycznej Parlamentu Europejskiego.
Wskutek wyborów z 2016 roku (zakończonych powtórnym przeliczeniem głosów), w styczniu 2017 roku wieloletni lider partii Alexander Van der Bellen został prezydentem Republiki Austrii, pokonując w drugiej turze kontrkandydata z prawicowej partii FPÖ, Norberta Hofera. W wyborach w 2022 roku Van der Bellen uzyskał reelekcję w pierwszej turze głosowania, uzyskując 56,7% poparcia.
Od 7 stycznia 2020 Zieloni współtworzą razem z Austriacką Partią Ludową (ÖVP) Drugi rząd Sebastiana Kurza. Politycy partii (Werner Kogler, Rudolf Anschober, Alma Zadić, Leonore Gewessler) objęli w nim cztery spośród czternastu funkcji ministerialnych.

## Poparcie w wyborach

### Wybory doRady Narodowej(Izba niższa parlamentu)
| Wybory | Wyniki  | Wyniki | Mandaty | Zmiana | Rząd              |
| Wybory | Głosy   | %      | Mandaty | Zmiana | Rząd              |
| ------ | ------- | ------ | ------- | ------ | ----------------- |
| 1983   | 159 616 | 3,4    | 0/183   | Nowa   | Poza izbą         |
| 1986   | 234 028 | 4,8    | 8/183   | 8      | Opozycja          |
| 1990   | 225 084 | 4,8    | 10/183  | 2      | Opozycja          |
| 1994   | 338 538 | 7,3    | 13/183  | 3      | Opozycja          |
| 1995   | 233 208 | 4,8    | 9/183   | 4      | Opozycja          |
| 1999   | 342 260 | 7,4    | 14/183  | 5      | Opozycja          |
| 2002   | 464 980 | 9,5    | 17/183  | 3      | Opozycja          |
| 2006   | 520 130 | 11,1   | 21/183  | 4      | Opozycja          |
| 2008   | 509 936 | 10,4   | 20/183  | 1      | Opozycja          |
| 2013   | 582 657 | 12,4   | 24/183  | 4      | Opozycja          |
| 2017   | 192 638 | 3,8    | 0/183   | 24     | Poza izbą         |
| 2019   | 664 055 | 13,9   | 26/183  | 26     | Koalicja rządząca |
| 2024   | 402 107 | 8,2    | 16/183  | 10     | Opozycja          |

### Wybory doParlamentu Europejskiego
| Wybory | Wyniki  | Wyniki | Mandaty | Zmiana |
| Wybory | Głosy   | %      | Mandaty | Zmiana |
| ------ | ------- | ------ | ------- | ------ |
| 1996   | 258 250 | 6,8    | 6/21    | Nowa   |
| 1999   | 260 273 | 9,3    | 5/21    | 1      |
| 2004   | 322 429 | 12,9   | 1/18    | 4      |
| 2009   | 284 505 | 9,9    | 2/17    | 1      |
| 2014   | 410 089 | 14,5   | 4/18    | 2      |
| 2019   | 532 194 | 14,1   | 3/18    | 1      |
| 2024   | 390 503 | 11,1   | 2/20    | 1      |